# 애플 A7
애플 A7(Apple A7)은 애플이 설계한 첫 64비트 시스템 온 칩(SoC)이다. 2013년 9월 10일 선보인 아이폰 5S에 처음 모습을 드러냈다. 애플은 전작 애플 A6에 견주어 속도가 최대 두 배 더 빠르고 그래픽 처리 능력 또한 최대 두 배임을 언급한다. 최초의 64비트 ARM CPU는 아니지만 AnandTech는 "A7 칩셋이 64비트를 지원하는 세계 최초의 소비자용 ARM"이라고 주장한다.
이 A7은 TSMC, 삼성전자가 HKMG 28 nm 공정으로 제조한다.

## 채용 제품
- 애플 아이폰 5S - 2013년 9월
- 애플 아이패드 에어 - 2013년 11월
- 애플 아이패드 미니 (2세대) - 2013년 11월
- 애플 아이패드 미니 (3세대) - 2014년 11월

## 같이 보기
- 애플 실리콘

## 참조
1. ↑  “Apple Announces iPhone 5s—The Most Forward-Thinking Smartphone in the World”. Apple. 2013년 9월 10일. 2013년 9월 13일에 확인함.
2. ↑  “AppliedMicro Showcases World’s First 64-bit ARM v8 Core”. AppliedMicro. 2011년 10월 27일. 2013년 9월 21일에 원본 문서에서 보존된 문서. 2013년 9월 18일에 확인함.
3. ↑  Lai Shimpi, Anand (2013년 9월 10일). “Apple Announces A7, World's First 64-bit Smartphone SoC”. AnandTech. 2013년 9월 16일에 확인함.
4. ↑  Lal Shimpi, Anand (2013년 9월 17일). “The iPhone 5s Review: A7 SoC Explained”. AnandTech. 2013년 9월 18일에 확인함.